# Nordre Land
Nordre Land è un comune norvegese della contea di Innlandet.